# Estación Tipografía

La Estación Tipografía, es una estación del servicio de Transmetro que opera en la Ciudad de Guatemala.
Está ubicada sobre la 18 Calle entre 6a. Avenida "A" y 7a. Avenida de la Zona 1 frente a la Tipografía Nacional.
- Datos: Q21002829